# فاجعه سد برومادینیو
فاجعه سد برومادینیو (انگلیسی: Brumadinho dam disaster) در تاریخ ۲۵ ژانویه ۲۰۱۹ زمانی اتفاق افتاد که یک سد باطله (en:Tailings dam) در معدن سنگ آهن در میناس گرایس برزیل حادثه مصیبت بار شکست. این سد متعلق به والی همان شرکتی بود که در فاجعه ۲۰۱۵ سد بنتو رودریگز درگیر بود. فروریختن در زمان ناهار اتفاق افتاد و گل و لای به محدوده اداری معدن برخورد کرد جایی که صدها کارگر در حال صرف ناهار بودند.
بنا به گزارش تی آر تی در اثر این حادثه تا آخر ژانویه ۲۰۱۹ تعداد ۸۴ تن کشته، ۲۷۶ مفقود و ۱۹۲ تن نیز نجات داده شده‌اند. حدود ۳۰۰۰ نفر نیز تخلیه شده بودند.
در پی این حادثه ۵ تن از مهندسین مسئول ساخت سد تحت نظر قرار گرفتند که ۳ تن از آنها بازداشت شده‌اند.